# P Velorum
p Velorum è un sistema stellare di magnitudine 3,84 situato nella costellazione delle Vele. Dista 86 anni luce dal sistema solare.

## Osservazione
Si tratta di una stella situata nell'emisfero celeste australe. La sua posizione è fortemente australe e ciò comporta che la stella sia osservabile prevalentemente dall'emisfero sud, dove si presenta circumpolare anche da gran parte delle regioni temperate; dall'emisfero nord la sua visibilità è invece limitata alle regioni temperate inferiori e alla fascia tropicale. Essendo di magnitudine 3,8, la si può osservare anche dai piccoli centri urbani senza difficoltà, sebbene un cielo non eccessivamente inquinato sia maggiormente indicato per la sua individuazione.
Il periodo migliore per la sua osservazione nel cielo serale ricade nei mesi compresi fra febbraio e giugno; nell'emisfero sud è visibile anche per buona parte dell'inverno, grazie alla declinazione australe della stella, mentre nell'emisfero nord può essere osservata limitatamente durante i mesi primaverili boreali.

## Caratteristiche del sistema
La stella è composta di 3 componenti; la principale, p Velorum A, è formata da una subgigante bianco-gialla di tipo spettrale F3V, il quale forma una binaria spettroscopica con una stella di sequenza principale di classe F0V. Le due stelle orbitano attorno al comune centro di massa in 10,2 giorni. A 0,3 secondi d'arco e con un periodo orbitale di 16,3 anni si trova p Velorum B, una stella bianca di sequenza principale e di classe A6V che orbita attorno alla coppia stretta in 16,3 anni.
Possiede una magnitudine assoluta di 1,72 e la sua velocità radiale positiva indica che la stella si sta allontanando dal sistema solare.
La magnitudine totale del sistema è +3,84. La componente A è di magnitudine +4,5, mentre B è di magnitudine 5,2.